# El bosque animado, sentirás su magia

El bosque animado es una película de animación por ordenador del año 2001, ganadora de dos premios Goya, de Dygra Films. Se estrenó el 3 de agosto de 2001. Su guion está basado en la obra homónima de Wenceslao Fernández Flórez, novela por la que se interesó en su momento los estudios de Walt Disney, y que fue llevada previamente a las pantallas por el director José Luis Cuerda.
Fue preseleccionada para competir por el Premio Óscar a la Mejor película de animación, siendo la primera película española en haber logrado este reconocimiento, posteriormente también fueron preseleccionadas Planet 51 y El lince perdido .
Su producción, en la que intervinieron más de 400 personas y se invirtieron 550 millones de pesetas (3,3 millones de euros), duró 4 años. En la banda sonora del film se incluyen dos canciones interpretadas por Luz Casal, siendo una de ellas galardonada con el premio Goya a mejor canción original.

## Taquilla
El bosque animado consiguió un total de 1.951.816,29 € en las salas españolas al convocar a más de medio millón de espectadores (509.186).

## Premios
XVI edición de los Premios Goya
| Categoría                   | Persona                                          | Resultado |
| --------------------------- | ------------------------------------------------ | --------- |
| Mejor película de animación | Mejor película de animación                      | Ganadora  |
| Mejor canción original      | "Tu bosque animado" (Luz Casal y Pablo Guerrero) | Ganadores |

I edición del Festival Internacional de cine del Sahara
| Categoría      | Resultado |
| -------------- | --------- |
| Mejor película | Ganadora  |

Premios Óscar
| Categoría                   | Resultado   |
| --------------------------- | ----------- |
| Mejor película de animación | Prenominada |